# Enicospilus babaulti
Enicospilus babaulti är en stekelart som först beskrevs av André Seyrig 1935.  Enicospilus babaulti ingår i släktet Enicospilus och familjen brokparasitsteklar. Inga underarter finns listade i Catalogue of Life.